# Hortensja Mancini
Hortensja Mancini, księżna Mazarin (ur. 6 czerwca 1646 w Rzymie, zm. 9 listopada 1699 w Londynie) – ulubiona siostrzenica kardynała Mazarini, Pierwszego Ministra Francji i kochanka Karola II, króla Anglii, Szkocji i Irlandii. Była czwartą z pięciu słynnych sióstr Mazarini, które wraz ze swoimi dwiema kuzynkami z rodziny Martinozzi, były znane na dworze króla Ludwika XIV jako Mazarinietki.

## Pochodzenie, pierwsze lata i propozycje małżeństw
Jako jedyna z pięciu sióstr Mancini była naprawdę piękna, urodziła się 6 czerwca 1646 w Rzymie jako córka barona Lorenza Mancini i Giorlamy Mazzarini, siostry kardynała Mazarini, która po śmierci męża w 1650 roku zabrała córki ze sobą do Paryża w nadziei użycia wpływu kardynała do zapewnienia im fortuny i wspaniałych małżeństw. Siostrami Hortensji były:
- Laura Mancini (1636–1657), poślubiła Ludwika II Burbona, księcia Vendôme
- Olimpia Mancini (1638–1708), poślubiła Eugeniusza Maurycego Sabaudzkiego, hrabiego Soissons
- Maria Mancini (1639–1715), była kochanką Ludwika XIV, potem poślubiła Wawrzyńca, księcia Colonna
- Maria Anna Mancini (1649–1714), poślubiła GodefRoya Maurycego de La Tour d'Auvergne, księcia Bouillon

W tym samym czasie co Girolama i jej córki do Francji przybyły córki drugiej siostry kardynała, Laury:
- Anna Maria Martinozzi (1637–1672), poślubiła Armanda Burbona, księcia de Conti
- Laura Martinozzi (1639–1687), poślubiła Alfonsa IV d’Este, księcia Modeny

Siostry Martinozzi przeprowadziły się do wuja w tym samym celu co kuzynki – by dobrze wyjść za mąż. Starsza z nich, Laura została żoną księcia Modeny i Reggio, Alfonsa IV i matką Marii Modeńskiej, drugiej żony Jakuba II, króla Anglii, Szkocji i Irlandii. Młodsza, Anna Maria wyszła za mąż za francuskiego księcia krwi Armanda, księcia Conti.
Hortensja miała również trzech braci: Pawła, Filipa Juliusza, późniejszego księcia Nevers i Alfonsa. Filip Juliusz był homoseksualnym kochankiem brata Ludwika XIV, księcia Orleanu Filipa.
Przyszły król Karol II, kuzyn Ludwika XIV, poprosił o rękę Hortensji w 1659 roku, ale spotkał się z odmową ze strony kardynała Mazarina, który uważał, że wygnany z kraju przez rewolucję następca tronu Anglii nie ma realnych szans na koronę i postanowił nie wydawać za niego siostrzenicy. Kardynał zdał sobie sprawę z własnej pomyłki, kiedy w niecały miesiąc później książę został królem. Wówczas Mazarin poprosił Karola II o poślubienie Hortensji oferując pięć milionów złotych liwrów (co na tamte czasy było niemal dwukrotnością rocznych wydatków Francji na wszystkie toczone wówczas wojny i nawet dzisiaj byłoby ogromną sumą), ale król Anglii odmówił.
O rękę Mancini starał się również Karol Emanuel II, książę Sabaudi, który również był kuzynem Ludwika XIV, ale i to planowane małżeństwo nie doszło do skutku, ponieważ kardynał nie chciał dodać do posagu Hortensji silnie ufortyfikowanej twierdzy Pigneol. Z podobnych powodów nie doszło również do małżeństwa Hortensji z Karolem V, księciem Lotaryngii.

## Nieudane małżeństwo

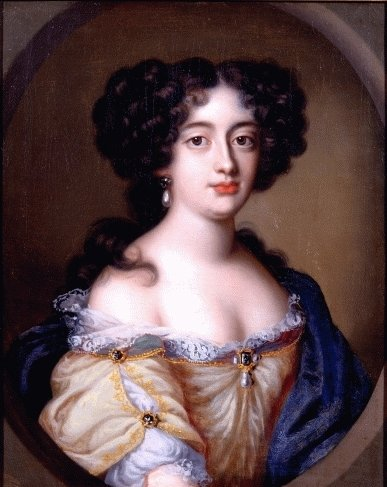

1 marca 1661 roku, piętnastoletnia Hortensja poślubiła jednego z najbogatszych mężczyzn w Europie, Armanda Karola de La Porte de La Meilleraye. Dzięki małżeństwu z młodą Mancini pan młody otrzymał tytuł księcia Mazarin. Niedługo później umarł kardynał Mazarini, po którego śmierci Hortensja i jej siostry przejęły ogromny majątek kardynała, w tym wspaniały Pałac Mazarin, w którym do dziś znajduje się jedna z największych we Francji kolekcja dzieł sztuki, zebranych przez kardynała. Również bogactwa zagarnięte ze skarbu państwa przypadły Mancinim, z czego częścią należącą do Hortensji zarządzać miał jej mąż.
Małżeństwo nie było udane prawie od samego początku. Hortensja była młoda, piękna i popularna, a Armand Karol chciwy, bigoteryjny i niewiarygodnie o nią zazdrosny, nie mówiąc już o jego niestabilności psychicznej. Do dziwnych zachowań jakie przejawiał książę należało molestowanie karmiących jego dzieci mamek wiejskiego pochodzenia, zakazywanie żeńskiej służbie stosunków seksualnych z kimkolwiek i utrzymywanie służących, oraz żony z dala od odwiedzających pałac gości, i używanie młotka i dłuta do odłupywania genitaliów antycznym rzymskim posągom z kolekcji kardynała Mazarini, co miało uchronić jego żonę, dzieci i służbę przed moralnym i seksualnym zepsuciem. Zakazał żonie bywania na dworze, odwiedzania sióstr w Paryżu i jakichkolwiek spotkań z innymi niż on mężczyznami, co nocy dokonywał przeszukiwań pałacu, w poszukiwaniu domniemanych kochanków żony i nakazywał Hortensji spędzać jedną czwartą dnia na modlitwach w zamkowej kaplicy. Najprawdopodobniej był nekrofilem – w czasie stosunków seksualnych, książę miał zmuszać swoją żonę do pozostawania bez ruchu i udawania zmarłej.
W tym właśnie czasie Hortensja, która była już na skraju psychicznego i fizycznego wyczerpania, nawiązała lesbijski romans z szesnastoletnią Sydonią de Courcelles. Chcąc uleczyć „niemoralność” żony, książę zesłał obie dziewczyny do klasztoru. Ta taktyka zawiodła: przez jakiś czas obie udawały pokorne i rozmodlone grzesznice, a gdy tylko udało im się zwieść zakonnice co do swojego żalu za popełnione grzechy, uciekły z klasztoru przez komin.
Pomimo tylu trudności para miała czwórkę dzieci:
- Maria Charlotta de La Porte Mazarin (ur. 28 marca 1662, zm. 13 maja 1729), której mężem został Ludwik Armand de Vignerot du Plessis, hrabia d'Agénias i książę d'Aiguillon,
- Maria Anna de La Porte Mazarin (ur. 1663, zm. październik 1720), która została zakonnicą,
- Maria Olimpia de La Porte Mazarin (ur. 1665, zm. 24 stycznia 1754), której mężem został Ludwik Krzysztof Gigault, markiz de Bellefonds i de Boullaye,
- Paweł Juliusz de La Porte, książę Mazarin i de La Meilleraye (ur. 25 stycznia 1666, zm. 7 września 1731), którego żoną została Felicja armanda Charlotta de Durfort.

## Ucieczka i romans z Karolem II

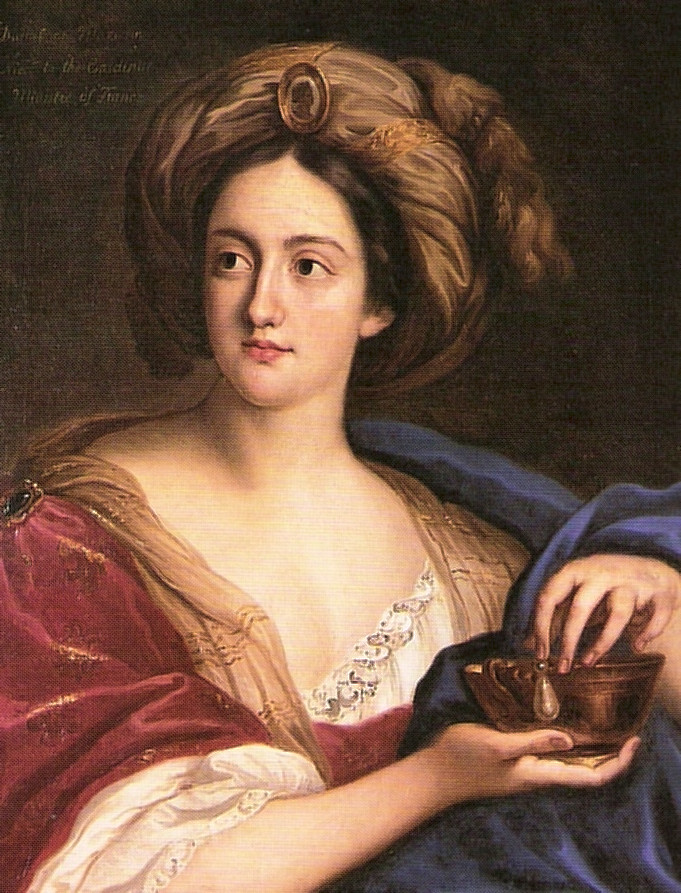

Pozostawiając małe jeszcze dzieci, Hortensja ostatecznie uciekła od męża w nocy z 12 na 13 czerwca 1668 roku dzięki pomocy brata Filipa Juliusza, księcia Nevers, który zapewnił powóz, konie i eskortę, które miały dostarczyć księżną do Rzymu, gdzie została przyjęta przez starszą siostrę Marię, która przez małżeństwo była księżną Colonna, w jej wspaniałym rzymskim pałacu.
Francuski król Ludwik XIV wziął ją pod swoją protekcję i przyznał jej roczną pensję w wysokości dwudziestu tysięcy lirów. Również były zalotnik Hortensji Karol Emmanuel II zaoferował jej opiekę, pałac w Chambéry i roczną rentę. Wkrótce zgromadzili się wokół niej literaci, filozofowie i artyści. Po śmierci księcia, jego żona Joanna Sabaudzka–Nemours szczerze nienawidząca Hortensji i podejrzewająca ją o romans ze swoim mężem, odebrała jej pałac i rentę, każąc jej w ciągu miesiąca opuścić teren księstwa.
Po śmierci Sabaudczyka, Hortensja pozostała bez środków do życia - na skutek przyjaźni z księciem utraciła roczną rentę od Ludwika XIV.
Angielski ambasador we Francji Ralph Montagu, napisał do swojego króla o desperackiej sytuacji Hortencji. Miał nadzieję, że piękna Mancini zastąpi obecną, niemal wszechwładną kochankę króla, Louise de Kerouaille, księżnę Portsmouth. W 1675 roku Hortensja wyjechała do Londynu pod pretekstem odwiedzenia swojej młodej siostrzenicy, Marii Modeńskiej, nowej żony księcia Yorku. Podróżowała w męskim przebraniu, co dla towarzyszących jej francuskich arystokratów było potwierdzeniem jej biseksualizmu.
W połowie 1676 roku Mancini zrealizowała pokładane w niej nadzieje zastępując Louise de Kerouaille w sercu i łóżku króla. Karol II jeszcze przed tym jak została jego metresą ofiarował jej roczną pensję w wysokości czterech tysięcy funtów, która znacząco poprawiła jej sytuację materialną.
Związek króla z Hortensją nie mógł trwać długo z powodu jej rozwiązłości. Nienawidzący jej Anglicy nazywali ją „królewską ladacznicą”.
Najpierw miała romans z Anną Palmer, hrabiną Sussex, która była nieślubną córką króla pochodzącą z jego związku z Barbarą Palmer, księżną Cleveland. Ten związek szybko stał się tajemnicą poliszynela i miał swój finał w pałacu St. James, gdzie została spoliczkowana przez męża Anny, który następnego dnia nakazał jej wyjechać na wieś. Anna jednak przez kilka następnych dni nie robiła niczego innego poza leżeniem w łóżku i nieustannym całowaniem miniatury Hortensji.
Następnie jej kochankiem został Ludwik I, książę Monako. Na wieść o kolejnym związku kochanki, Karol II zaprotestował i obniżył jej pensję, którą jednak wkrótce przywrócił do dawnej wysokości. Jednakże związek z księciem Monako pozbawił Hortensję pozycji królewskiej faworyty. Mimo wszystko ona i król pozostali przyjaciółmi i utrzymywali dobre stosunki aż do jego śmierci, a księżna Portsmouth powróciła na dawniej zajmowaną pozycję maîtresse-en-titre.

## Ostatnie lata i śmierć

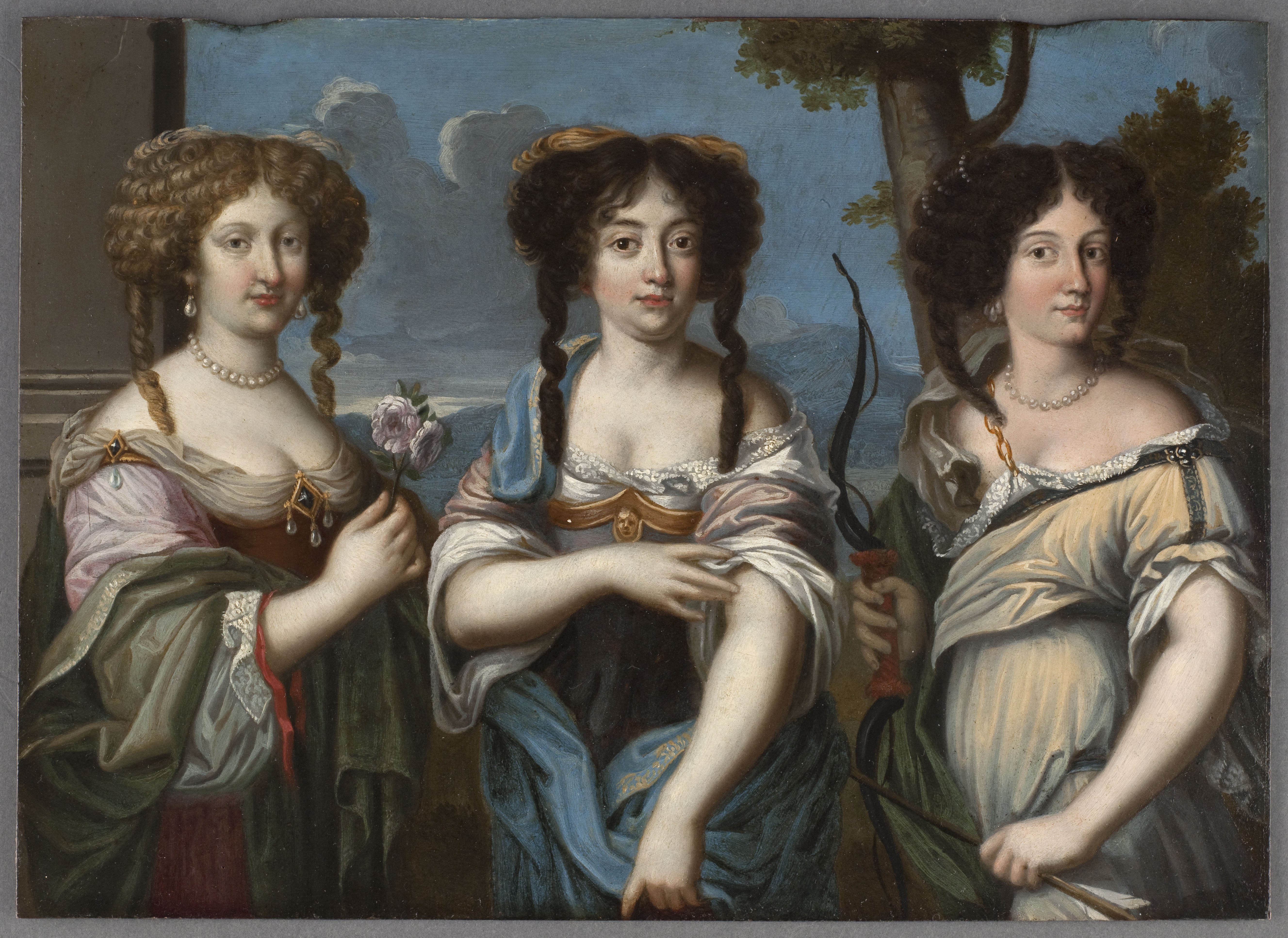

Po śmierci Karola II, Hortensja została dobrze zaopatrzona przez jego następcę Jakuba II, najprawdopodobniej ze względu na pokrewieństwo jakie łączyło ją z nową królową Marią. Nawet gdy Jakub II uciekł do Francji w wyniku chwalebnej rewolucji, królewska para Maria i Wilhelm pozwolili jej zachować zdobyty majątek i wciąż wypłacali jej co roku pensję. Właśnie w tym czasie Hortensja otworzyła własny salon, na wzór podobnych, istniejących we Francji. Do stałych bywalców należał Charles de Marguetel de Saint-Denis de Saint-Evremond, wielki poeta i epikurejczyk, który został bliskim przyjacielem Hortensji i sprowadził do jej salonu wielu ówczesnych londyńskich uczonych.
Z wyjątkiem Małgorzaty de Valois, to właśnie memuary Hortensji i jej siostry Marii, były pierwszymi wydrukowanymi książkami napisanymi przez kobiety. Motywacją do ich napisania były usiłowania przedstawienia faktów, które pozwolą im się w świetle prawa odseparować od ich agresywnych mężów.
Hortensja mogła popełnić samobójstwo. Jej mąż przywiózł do kraju jej zwłoki kontynuując dramat jej życia: woził je ze sobą w swoich podróżach po całej Francji, zanim ostatecznie nie pozwolił złożyć jej zwłok do grobowca jej wuja, kardynała Mazarin.